# 約阿夫·弗羅因德
約阿夫·弗羅因德（希伯來語：‎，羅馬化：Yoav Freund，1961年—）是一名以色列裔美國計算機科學家，聖地牙哥加州大學教授，主要從事機器學習、機率論和相關領域及應用的研究。
弗羅因德最知名的是他在AdaBoost算法方面的工作，這是一種集合學習算法，用於結合許多「弱」的分類器，以創造一個更強大的分類器。他和羅伯特·沙皮爾因其在AdaBoost方面的聯合工作而在2003年獲得哥德爾獎。

## 著作
- Robert Schapire; Yoav Freund. . MIT. 2012. ISBN 978-0-262-01718-3.

## 外部連結
- 弗羅因德 （页面存档备份，存于）在聖地牙哥加州大學的個人網頁